# Субханбердин, Нуржан Салькенович
Нуржан Салькенович Субханбердин (каз.  Нұржан Сәлкенұлы Сұбханбердин; род. 29 ноября 1964, Алма-Ата, Казахская ССР, СССР) — банкир, основатель и бывший председатель Совета директоров и основной акционер Казкоммерцбанка. Сын писателя Салькена Субханбердина.
Входил в состав политсовета демократической партии «Ак Жол».

## Биография
Родился 29 ноября 1964 года в городе Алма-Ате. Казах. Происходит из подрода Айдабол рода Суюндик племени аргын.
С отличием окончил факультет экономики Московского государственного университета им. Ломоносова (МГУ).
С 1989 г. — аспирант Института экономики Академии наук Казахской ССР.
С 1990 г. — начальник отдела ОАО «Медеу Банк»
с 1991 г. — первый заместитель председателя Правления ОАО «Медеу Банк» (в том же 1991 г. перерегистрирован в ОАО «Казкоммерцбанк»).
В 1993—2002 гг. — председатель Правления ОАО «Казкоммерцбанк».
С 2002 г. — председатель Совета директоров АО «Казкоммерцбанк».
Член клуба меценатов независимой премии «Тарлан», где курирует номинацию «Наука».
Член попечительского совета Благотворительного фонда «Кус Жолы», созданного топ-менеджерами Казкоммерцбанка в 2003 году.
До 18 декабря 2002 — председатель CAIH
Член совета предпринимателей при Президенте Республики Казахстан (с 05.2010).
Президент Федерации баскетбола Республики Казахстан.

## Семья
Женат. Воспитывает троих сыновей и семь дочерей.

## Награды
Нуржан Субханбердин удостоен государственной награды Республики Казахстан — ордена «Курмет».